# Дисилоксан
Дисилоксан — неорганическое соединение,
кремниевый аналог диметилового эфира с формулой (SiH3)2O,
бесцветный газ,
устойчив при комнатной температуре,
медленно реагирует с водой.

## Получение
- Реакция бромсилана с водой:

{\displaystyle {\mathsf {2SiH_{3}Br+H_{2}O\ {\xrightarrow {0^{o}C}}\ (SiH_{3})_{2}O+2HBr}}}

## Физические свойства
Дисилоксан образует бесцветный газ, устойчив при комнатной температуре, медленно реагирует с водой.

## Химические свойства
- Медленно реагирует с водой (щёлочи резко ускоряют реакцию):

{\displaystyle {\mathsf {(SiH_{3})_{2}O+3H_{2}O\ {\xrightarrow {}}\ 2SiO_{2}+6H_{2}\uparrow }}}